# Okręg wyborczy nr 9 do Sejmu Rzeczypospolitej Polskiej (1991–1993)
Okręg wyborczy nr 9 do Sejmu Rzeczypospolitej Polskiej (1991–1993) obejmował województwo częstochowskie. W ówczesnym kształcie został utworzony w 1991. Wybieranych było w nim 8 posłów w systemie proporcjonalnym.
Siedzibą okręgowej komisji wyborczej była Częstochowa.

## Wybory parlamentarne 1991
Głosowanie odbyło się 27 października 1991.
| Komitet wyborczy                                      | Komitet wyborczy                                                  | Głosów | %     | Mandaty | Wybrani posłowie          |
| ----------------------------------------------------- | ----------------------------------------------------------------- | ------ | ----- | ------- | ------------------------- |
|                                                       | Polskie Stronnictwo Ludowe Sojusz Programowy                      | 30 735 | 12,86 | 1       | Władysław Serafin         |
|                                                       | Konfederacja Polski Niepodległej                                  | 27 482 | 11,50 | 1       | Jerzy Synowiec            |
|                                                       | Sojusz Lewicy Demokratycznej                                      | 26 837 | 11,23 | 1       | Marek Boral               |
|                                                       | Unia Demokratyczna                                                | 24 278 | 10,16 | 1       | Helena Góralska           |
|                                                       | Wyborcza Akcja Katolicka                                          | 18 841 | 7,88  | 1       | Józef Błaszczeć           |
|                                                       | Porozumienie Obywatelskie Centrum                                 | 18 679 | 7,81  | 1       | Andrzej Kostarczyk        |
|                                                       | Kongres Liberalno-Demokratyczny                                   | 15 388 | 6,44  | 1       | Dariusz Kołodziejczyk     |
|                                                       | Niezależny Samorządny Związek Zawodowy „Solidarność”              | 13 518 | 5,66  | –       |                           |
|                                                       | Mniejszość Niemiecka                                              | 11 017 | 4,61  | 1       | Georg Brylka, Edward Flak |
|                                                       | Polska Partia Przyjaciół Piwa                                     | 10 844 | 4,54  | –       |                           |
|                                                       | Porozumienie Ludowe                                               | 9232   | 3,86  | –       |                           |
|                                                       | Unia Polityki Realnej                                             | 7144   | 2,99  | –       |                           |
|                                                       | Solidarność Pracy                                                 | 5549   | 2,32  | –       |                           |
|                                                       | Partia Chrześcijańskich Demokratów                                | 3115   | 1,30  | –       |                           |
|                                                       | Stronnictwo Narodowe                                              | 2993   | 1,25  | –       |                           |
|                                                       | Stronnictwo Demokratyczne                                         | 2962   | 1,24  | –       |                           |
|                                                       | Chrześcijańska Demokracja                                         | 2955   | 1,24  | –       |                           |
|                                                       | Polska Partia Ekologiczna – Zieloni                               | 2095   | 0,88  | –       |                           |
|                                                       | Zdrowa Polska - Sojusz Ekologiczny                                | 1521   | 0,64  | –       |                           |
|                                                       | Koalicja Polskiej Partii Ekologicznej i Polskiej Partii Zielonych | 1404   | 0,59  | –       |                           |
|                                                       | Blok Ludowo-Chrześcijański                                        | 1351   | 0,57  | –       |                           |
|                                                       | Polski Związek Zachodni                                           | 611    | 0,26  | –       |                           |
|                                                       | Ruch Chrześcijańsko-Społeczny „Przymierze”                        | 480    | 0,20  | –       |                           |
| Frekwencja: 44,21% Źródło: Państwowa Komisja Wyborcza |                                                                   |        |       |         |                           |